# Adenomus kandianus
Adenomus kandianus (Günther, 1872) è un anfibio anuro della famiglia Bufonidae, endemico dello Sri Lanka.

## Etimologia
Il nome scientifico del genere deriva dalle radici greche adėn=ghiandola e oma=tumore in riferimento all'aspetto di questi anuri. Kandianus è probabilmente riferito alla città di Kandy, nelle cui vicinanze venne scoperta la specie.

## Descrizione
Di piccole dimensioni (3 cm circa nei pochi esemplari studiati), con livrea marrone nel dorso e giallastra nel ventre. La pelle è caratterizzata dalla presenza di numerosi tubercoli distribuiti lungo il corpo, compresi gli arti. Il capo è più sviluppato in larghezza rispetto alla lunghezza, con muso arrotondato. Come in tutti gli anuri le parotidi sono ben sviluppate con quella anteriore confluente nella palpebra superiore.

## Biologia
Le abitudini di questa specie sono sconosciute. Si presume che la riproduzione avvenga con lo sviluppo larvale in acqua.

## Distribuzione e habitat
Endemica di una ristretta zona dello Sri Lanka centrale, e ritenuta a lungo estinta, la specie è stata "riscoperta" di recente in una minuscola area (di circa 200 m²) all'interno del Peak Wilderness Sanctuary, ad una quota di circa 1900 slm. Il sito di rinvenimento è costituito da una foresta montana umida, con presenza di ruscelli a scorrimento veloce, sulle rive rocciose dei quali, è stata rinvenuta. Si ipotizza che possano esistere altri siti non ancora identificati.

## Conservazione
A causa dell'estrema ristrettezza dell'areale conosciuto, e dell'esiguità della popolazione (un centinaio di individui), viene classificata come specie in grave pericolo di estinzione nella lista rossa IUCN. In particolare, il sito di rinvenimento è caratterizzato dal rischio di inquinamento chimico delle acque, essendo la zona stagionalmente fortemente antropizzata per la presenza di templi sacri oggetti di pellegrinaggio.